# Fémelot

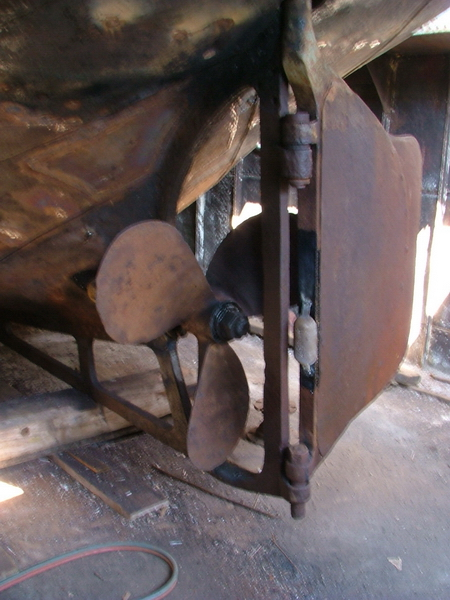
Safran d'un remorqueur montrant deux aiguillots et fémelots.

Un fémelot est une partie du safran, constituée d'une ferrure reliée à l'étambot, dans laquelle s'emboîte l'aiguillot correspondant. C'est une pièce particulièrement vulnérable, qui est en général fabriquée en bronze.